# Закон Стефана — Больцмана
Закон Стефана — Больцмана — інтегральний закон випромінювання абсолютно чорного тіла, який стверджує, що енергія випромінювання з одиниці площі поверхні абсолютно чорного тіла за одиницю часу пропорційна четвертому степеню ефективної температури випромінювального тіла.

## Загальний вигляд
Загальна енергія теплового випромінювання з одиниці площі поверхні за одиницю часу визначається як:
{\displaystyle F=\sigma T^{4}\,\!},
де {\displaystyle F} — потужність на одиницю площі поверхні випромінювання, а
{\displaystyle \sigma ={\frac {2\pi ^{5}k^{4}}{15c^{2}h^{3}}}\simeq 5,6704\cdot 10^{-8}} Вт/(м2·К4) — стала Стефана — Больцмана.

## Доведення закону
Інтесивність випромінювання енергії абсолютно чорним тілом залежно від частоти випромінювання визначається законом Планка як:
{\displaystyle B(\nu ,T)={\frac {2h\nu ^{3}}{c^{2}}}{\frac {1}{e^{\frac {h\nu }{kT}}-1}},} де
{\displaystyle B(\nu ,T)d\nu \,} становить кількість випроміненої енергії з одиниці площі поверхні за одиницю часу на одиницю тілесного кута на частоті ν абсолютно чорним тілом з температурою T;
{\displaystyle h\,} — стала Планка;
{\displaystyle c\,} — швидкість світла;
{\displaystyle k\,} — стала Больцмана.
Потік випромінювання визначається через інтенсивність як {\displaystyle F(\nu ,T)=\pi B(\nu ,T)}.
Відповідно, щоб визначити повну енергію випромінену на всіх частотах, потрібно проінтегрувати вираз для потоку випромінювання в межах усіх можливих значень частоти:
{\displaystyle F(T)=\int _{0}^{\infty }\pi B(\nu ,T)d\nu =\int _{0}^{\infty }{\frac {2\pi h\nu ^{3}}{c^{2}}}{\frac {1}{e^{\frac {h\nu }{kT}}-1}}d\nu ={\frac {2\pi h}{c^{2}}}\left({\frac {kT}{h}}\right)^{4}\int _{0}^{\infty }{\frac {x^{3}}{e^{x}-1}}dx,}
де виконано заміну змінної інтегрування {\displaystyle \nu ={\frac {kTx}{h}}} й, відповідно, {\displaystyle d\nu ={\frac {kT}{h}}dx}.
Отриманий інтеграл є табличним і дорівнює {\displaystyle {\frac {\pi ^{4}}{15}}}, тому:
{\displaystyle F(T)={\frac {2h\pi ^{5}}{15c^{2}}}\left({\frac {kT}{h}}\right)^{4}={\frac {2\pi ^{5}k^{4}}{15c^{2}h^{3}}}T^{4}=\sigma T^{4},}
де {\displaystyle \sigma \,} — стала Стефана — Больцмана.